# Ribeirão Salobro
Ribeirão Salobro är ett vattendrag i Brasilien.   Det ligger i delstaten Minas Gerais, i den sydöstra delen av landet, 130 km öster om huvudstaden Brasília.
Omgivningarna runt Ribeirão Salobro är huvudsakligen savann. Runt Ribeirão Salobro är det mycket glesbefolkat, med 2 invånare per kvadratkilometer.